# Голый (фильм)
«Голый» — советский короткометражный фильм 1987 года, философско-драматическая притча, снятая Галиной Шигаевой на Киностудии имени А. Довженко. Фильм получил приз в категории «лучший короткометражный или среднеметражный фильм» на 6-м Международном кинофестивале в Турине.

## Сюжет
Житель Ленинграда по фамилии Кошкин приезжает в заповедник, чтобы выпустить щегла Петрушу, которого он приютил у себя зимой, на волю. Выпустив щегла, Кошкин решает искупаться в озере. Во время купания его одежду крадёт неизвестный в очках и убегает. Кошкин бежит за ним, но догнать вора ему не удаётся. Добежав до ближайшего посёлка, несчастный ищет сочувствия у людей, но голого человека все пугаются, не понимают и выгоняют со двора. В итоге отчаявшийся Кошкин проводит ночь в птичьем гнезде, а утром пытается украсть одежду у другого купающегося, но её охраняет собака. Кошкин всё-таки добрался домой — вплавь по каналам он попал в Ленинград. И тут к нему вернулось хорошее настроение, и он, не стыдясь больше своего вида, спокойно пошёл домой.

## В ролях
- Юрий Евсюков — Кошкин
- Светлана Тормахова — лирическая дачница
- Михаил Светин — ревнивый дачник
- Алла Семенишина — его жена
- Лев Перфилов — человек в очках, укравший одежду Кошкина
- А также: Б. Романов, Н. Гудзь[укр.], И. Стариков, Б. Бенюк, Л. Мирошниченко

## Съёмочная группа
- Авторы сценария: Константин Лопушанский, Георгий Николаев
- Режиссёр-постановщик — Галина Шигаева
- Оператор-постановщик — Александр Шумович
- Художник-постановщик — Валерий Новаков
- Композитор — Вячеслав Назаров
- Звукооператор — Н. Мацько
- Режиссёр — Анатолий Кучеренко
- Гримёр — Е. Одинович
- Монтажёр — Н. Боровская
- Ассистенты режиссёра: Андрей Дончик, Г. Тальянская
- Ассистент оператора — В. Чирко
- Комбинированные съёмки — В. Воронов
- Мастер-светотехник — С. Пантелеев
- Цветоустановщица — А. Кучаковская
- Редактор — Марина Медникова
- Директор картины — Николай Шевченко